# NGC 39
NGC 39 (también conocida como UGC 114, MCG 5-1-52, ZWG 499.76 o PGC 852) es una galaxia espiral localizada en la constelación de Andrómeda. Fue descubierto en 1790 por William Herschel.